# 단타
단타(1루타, 싱글히트, single hit, 單打)는 야구에서 가장 많이 나오는 형태의 안타로, 타자가 투수의 투구을 쳐서 페어볼을 만들고 1루에 성공적으로 안착, 주자(走者)가 되는 것을 뜻한다. 1루타라는 단어로도 불린다.

## 설명
타자가 공을 쳐 주자가 되는 것만으로는 단타가 성립되지 않는 경우가 있다. 예로, 내야수가 타자가 친 공을 잡아 선행 주자를 아웃시킬 경우 해당 타자는 단타로 나간 것이 아니라 야수 선택으로 출루한 것이 된다. 또는 타자 주자가 1루에 안착한다고 할지라도 수비수의 실책으로 나갔을 경우에는 안타로 취급받지 못한다.
보통 외야에 떨어지는 단타의 경우 2루나 3루에 있는 타자들이 홈플레이트를 밟아 득점할 수 있고 가끔 1루에 나가 있던 주자가 3루까지 진루하는 경우도 있다. 단타 낙착 지점에 따라 외야수가 재빨리 공을 잡아 내야에 돌려보낼 경우 두 루를 나아가는 상황을 막을 수 있다.
보통 홈런이나 2루타 등 장타(長打)보다 단타를 잘 치고, 또 단타 생산을 의도적으로 노리는 타자를 교타자라고 부른다.

## 같이 보기
- 2루타
- 3루타
- 홈런